# 7,62 × 25 мм ТТ

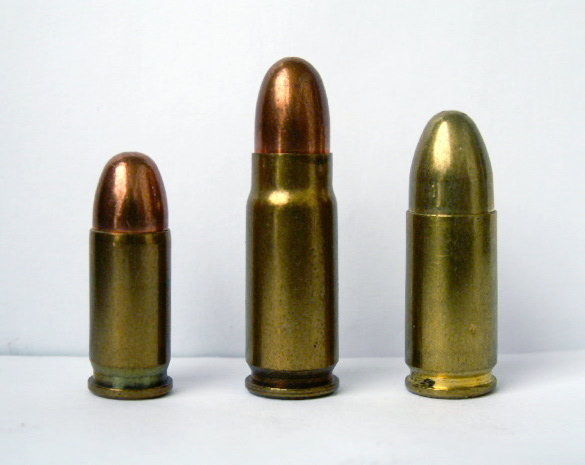
Патроны:
7,65 мм «Браунинг»,
7,62×25 мм ТТ,
9×19 мм Парабеллум.

7,62×25 мм ТТ — советский пистолетный унитарный патрон с бесфланцевой  гильзой бутылочной формы, разработанный на базе немецкого патрона 7,63×25 мм Маузер. Отличается от немецкого патрона увеличенной проточкой и частично выступающей закраиной. Это первый пистолетный патрон, официально принятый на вооружение в СССР. Использовался также в пистолетах-пулемётах.

## История
Первые немецкие 7,63-мм пистолеты Маузера обр. 1896 года появились в России ещё до начала Первой мировой войны, причём с 1908 года они были включены в перечень оружия, разрешенного к приобретению за собственный счёт офицерами царской армии. В ходе боевых действий 1914—1917 годов их количество значительно увеличилось за счет германских и турецких трофеев, и в дальнейшем они широко применялись на всех фронтах Гражданской войны.
В 1920-е годы в Германии для РККА и членов ВКП(б) были дополнительно закуплены несколько партий 7,63-мм пистолетов Mauser C96 обр. 1920 года и патронов к ним.
В 1929 году Артиллерийский комитет дал предложение разработать отечественные пистолеты под 7,63×25 мм патрон Маузера. 
В 1930 году, после проведения ряда научно-исследовательских и опытно-конструкторских работ, пистолетный патрон 7,62×25 мм был выбран в качестве штатного боеприпаса для нового советского самозарядного пистолета, а в перспективе — и для пистолетов-пулемётов. Лицензия и оборудование для производства патрона 7,63×25 мм Маузер были официально закуплены у германской фирмы DWM.
Новый пистолетный боеприпас получил обозначение «7,62-мм пистолетный патрон обр. 1930 года». В некоторых аутентичных источниках 1930-х годов, например — НСД к пистолету-пулемёту Дегтярёва обр. 1934 года, эти патроны также именуется «патронами маузера калибра 7,62 мм» (написание приведено согласно оригиналу).
Опыт боев показал преимущество советского патрона для пистолетов-пулеметов. ППШ-41 имел более высокую кучность при стрельбе одиночными выстрелами, нежели его немецкие конкуренты. Также ППШ-41 имел бо́льшую дальность эффективного огня по сравнению со своими немецкими, румынскими и итальянскими конкурентами.
После снятия ППШ-41 и ТТ-33 с вооружения патрон М1930 в СССР производился только на экспорт. Патрон М1930 поставлялся, а позже и изготавливался в Китае и Вьетнаме. Во время войны во Вьетнаме бойцы Вьетконга использовали не только советские пистолеты-пулеметы, но и переделанные под патрон М1930 пистолеты-пулеметы МАТ-49.

## Описание
В процессе адаптации в СССР патрон получил обозначение калибра как 7,62 мм, унифицированное с винтовочными и револьверными патронами, состоявшими на вооружении РККА. Причём канал ствола оружия под этот патрон был также унифицирован с винтовочным (те же параметры нарезки), что позволяло использовать для изготовления стволов пистолетов и пистолетов-пулемётов имевшееся оборудование и контрольные инструменты. Кроме того использован капсюль от патрона к револьверу системы Нагана, имевший больший диаметр (5 мм вместо 4,5 мм у германского прототипа), а проточка для выбрасывателя на гильзе была существенно увеличена — в результате чего повысилась надёжность извлечения гильзы.
Патрон 7,62 Пгл (Пгс, Пгж) с обыкновенной пулей П, создан примерно в 1930 году (индексы ГАУ - 57-Н-132 и 57-Н-134), имеет пулю со свинцовым сердечником.
Патрон 7,62 П-41гл с бронебойно-зажигательной пулей П-41, на снабжение не принимался, но с 1941 года производился всю войну по временным ТУ.
Патрон  7,62 ПТгл (ПТгж) с трассирующей пулей ПТ, разработанный в 1943 году (индекс ГАУ - 57-Т-132), используется для целеуказания и корректировки огня. В начале 50-х годов патрон модернизирован с целью улучшения сопряжения траекторий пуль с пулей Пст.
Патрон 7,62 Пстгл (Пстгж) с обыкновенной пулей со стальным сердечником Пст, принят на снабжение в 1951 году (индексы ГАУ 57-Н-132с и 57-Н-134с).
Гильзы патрона бутылочной формы, с кольцевой проточкой, изготовлены из латуни или стали: стальные без покрытия военного выпуска (гс), стальные плакированные томпаком (гж) и стальные латунированные (гж). При использовании патрона с усиленным пороховым зарядом пуля разгоняется до скорости 480 м/с и получает энергию 610 Дж в стволе пистолета ТТ.
Пуля укрепляется в гильзе с помощью кернения. Патрон в пистолетах ТТ при досылке в патронник фиксируется передним торцом гильзы в уступ патронника, в то время как в пистолетах-пулемётах — упором ската гильзы в скат патронника. Причём считается, что благодаря высокой мощности, хорошей настильности траектории и некоторым другим особенностям этот патрон оптимален именно для использования в пистолетах-пулемётах.
В целом по своим характеристикам патрон приближается к современным пистолетным боеприпасам 5,7х28 и 4,6х30 мм: он также обладает хорошей (для пистолетного патрона) кучностью и бронебойностью, но относительно слабым останавливающим действием.

## Достоинства и недостатки
Как и все боеприпасы, патрон 7.62×25 мм имеет свои достоинства и недостатки:
| Достоинства | Недостатки |
| --- | --- |
| Высокое пробивное действие пули. Удачное сочетание характеристик — средний калибр с высокой скоростью (420-500 м/c), а также высокая дульная энергия 500-600 дж позволяет пробивать преграды недоступные для большинства пистолетных калибров, включая даже более крупные и большей дульной энергией. | Невысокое останавливающее действие оболочечной пули при ранении по конечностям, а также если пуля минует жизненно важные органы. В большинстве случаев жертва еще способна оказать сопротивление, даже если ранение смертельное. Невысокое останавливающее действие обусловлено небольшим калибром и средней скоростью в 420-500 м/c — скорость еще не высока, чтобы возникли гидроудар или боковое действие пули, которое резко увеличивает останавливающее действие, или нет крупного калибра при не высокой скорости, например .45 ACP, который действует как гиря при попадании. |
| Достаточное убойное действие пули. Пуля способна пробить преграды, кость, пуговицы, и другое обмундирование и поразить жизненно-важные органы. | Излишняя пробиваемость опасна в городских условиях — могут пострадать третьи лица. |
| Высокая кучность стрельбы и настильность. | Высокая мощность патрона предусматривает более сложную автоматику по сравнению с более простой у патрона 9 × 18 мм ПМ. |

## Применение
Патрон предназначен для стрельбы из пистолетов (ТТ-33, Балтиец) и пистолетов-пулемётов, таких, как ПП Шпагина (ППШ), Дегтярева (ППД) и Судаева (ППС).
В начале 1990-х годов в ряде бывших советских республик имели место попытки использования патрона 7,62×25 мм ТТ в оружии для правоохранительных органов: так, в России в середине 1990-х годов для МВД РФ был разработан пистолет-пулемёт «Бизон-2-07», а в декабре 1998 года ТТ был официально принят на вооружение Федеральной службы судебных приставов; на Украине некоторое количество ТТ со складов мобилизационного резерва министерства обороны Украины было передано на вооружение подразделений патрульно-постовой службы милиции.
Дискуссионным остаётся вопрос о применении патрона в оружии, использующем калибр 7,63×25 Маузер — в частности, непосредственно в пистолетах Mauser C96. Технически это возможно, благодаря геометрическому сходству патронов ТТ и Маузера, однако патрон 7,62×25 существенно мощнее, что неминуемо вызовет быстрый износ ствола, деформацию возвратной пружины, а в случае использования пули со стальным сердечником - также деформацию боевой пружины и поломку бойка вместе со стопором затвора. Все сказанное справедливо по отношению к патронам 7,62×25, выпущенным в годы Второй Мировой войны для пистолетов-пулемётов и имеющим пиковое давление 2200 кг/см². В наше время спрос на патроны 7,62×25 во многих странах, несмотря на наличие гораздо более современных патронов, например .40S&W или FN5,7x28 мм, сохраняется.

## Номенклатура патронов
Пистолетные патроны 7,62×25 мм различных типов производились в СССР и ряде других государств (и продолжают производиться в наше время).
- 7,62 П гл (Индекс ГАУ — 57-Н-132) — патрон с пулей П, гильза латунная.
- 7,62 П гс (Индекс ГАУ — ? ) — патрон с пулей П, гильза стальная (выпускались во время войны).
- 7,62 П гж (Индекс ГАУ — 57-Н-134) — патрон с пулей П, гильза стальная плакированная томпаком.
- 7,62 Пст гл (Индекс ГАУ — 57-Н-132С) — патрон с пулей Пст, гильза латунная.
- 7,62 Пст гж (Индекс ГАУ — 57-Н-134С) — патрон с пулей Пст, гильза стальная латунированная, позже плакированная томпаком.
- 7,62 ПТ гл (Индекс ГАУ — 57-Т-132) — патрон с трассирующей пулей, гильза латунная.
- 7,62 ПТ гж (Индекс ГАУ — 57-Т-133) — патрон с трассирующей пулей, гильза стальная латунированная или плакированная томпаком.
- 7Х5 — холостой патрон
- 7Х6 — учебный патрон
- 7,62x25 Tokarev — патрон спортивно-охотничий[7]; серийно производится ООО ПКП «АКБС»
- 7,62x25 Tokarev — патрон спортивно-охотничий с пулями LRNPC, LRN, FMJ43[7]; серийно производится ЗАО «Техкрим»

## Ссылки

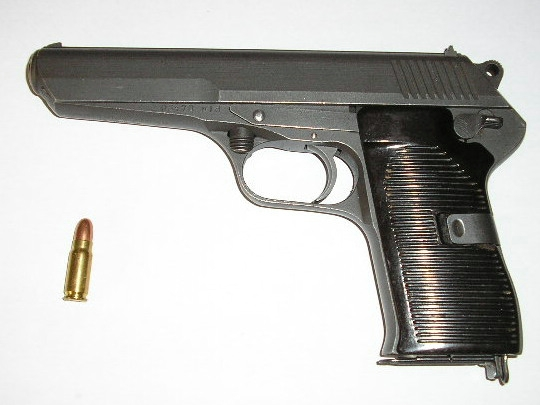
Cz52 и патрон M48 (начальная скорость пули — 480 м/с)

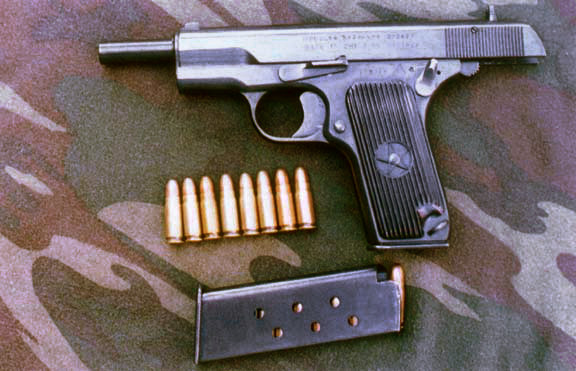
Пистолет Тип 54 и патроны

## Оружие, использующее патрон
Пистолет
- ТТ
- Балтиец
- ПВ
- ОЦ-27
- Cz52

Пистолет пулемёт
- ППД
- ППШ
- ППС
- ППК
- ПП-27 «Клин-2»
- ПП-19 «Бизон-2-07»
- Sa vz. 23
- K-50M
- М56

Пулемёт
- ЛАД

Противопехотная мина
- ПМП

## Доп. ТТХ
| 7,62×25 мм ТТ                    | 7,62×25 мм ТТ                       |
| -------------------------------- | ----------------------------------- |
| Страна-производитель             | Россия/СССР                         |
| Калибр, мм                       | 7,62×25                             |
| Масса пули, г                    | 5,52                                |
| Масса патрона, г                 | 10,2—11                             |
| Тип оружия, использующего патрон | ППШ-41, ТТ, ППД-34/40, ППС-43 и др. |
| Длина гильзы, мм                 | 25,1                                |
| Длина патрона, мм                | 35                                  |
| Начальная скорость пули, м/с     | 424—455                             |
| Энергия пули, Дж                 | 508—576                             |
| Вес порохового заряда,г          | 0,48—0,52                           |